# Scizia
La Scizia o Scitia (in greco antico: Σκυθική?, Skythiké; in latino Scythia) corrisponde all'area euro-asiatica che in antichità, tra l'VIII secolo a.C. e il II secolo d.C., fu abitata dagli Sciti, una popolazione iranica indoeuropea.

## Geografia
La sua posizione e la sua estensione variarono nel corso della Storia ma di solito l'area indicata dagli autori classici come Scizia include: 
- La steppa del Ponto: Kazakistan, Russia meridionale e Ucraina orientale (abitata dagli Sciti fin dall'ottavo secolo a.C.)
- L'area del Caucaso settentrionale, incluso l'Azerbaigian, e la Georgia
- Sarmazia, Ucraina, Bielorussia, Polonia fino all'Oceano Sarmatico[2] conosciuto anche come Mar Caspio
- Il Sud dell'Ucraina con la zona del basso Danubio e la Bulgaria, nota anche come Scizia Minore

I Saci si espansero fino alla regione del Sistan (che era anche conosciuta come Sakestan) e alla Valle dell'Indo, ma di solito non si fa riferimento a queste regioni quando si parla di Scizia.

## Il primo regno di Scizia
Il primo regno scita sorse tra gli Sciti che penetrarono nel VII secolo a.C. dai territori a nord del Mar Nero in quelli del Vicino Oriente. Era fondato su forme di dipendenza interetnica basate sull'assoggettamento delle popolazioni di agricoltori del Caucaso sud-orientale, saccheggio ed imposizione di contributi (occasionalmente, fino alla Siria), regolari tributi (Medi), tributi mascherati da doni (Egitto), e contributi di tipo militare (Assiria). La struttura sociale scita era molto decentralizzata. Le principali caratteristiche dell'organizzazione sociale scita erano già sviluppate prima del VII secolo a.C.
È probabile che la stessa dinastia abbia governato la Scizia per la maggior parte della sua storia. Il nome di Koloksai, il leggendario fondatore della dinastia reale, è menzionato da Alcmane nel VII secolo a.C. Prototi e Madi, re sciti nel periodo del Vicino Oriente, e loro successori che regnarono nelle steppe del Ponto, appartenevano alla stessa dinastia. Erodoto elenca cinque generazioni di clan reali che regnarono, probabilmente, dalla fine del VII al VI secolo a.C.: il principe Anacarsi, Saulio, Idantirso, Gnuro, Lico e Spargapite. Atea (re degli sciti), che regnò nel IV secolo a.C., era probabilmente un usurpatore, ma cercò comunque di ricollegare le proprie origini a quelle dell'antica dinastia.
Dopo essere stati sconfitti ed essere stati cacciati dal Vicino Oriente, nella prima metà del VI secolo a.C., gli Sciti dovettero riconquistare le terre a nord del Mar Nero. Nella seconda metà del secolo, gli Sciti si imposero come dominatori tra le tribù di agricoltori delle steppe e imposero loro il pagamento di tributi. Come conseguenza lo Stato fu ricostituito, passando alla storia come il secondo regno scita che raggiunse il suo apice nel IV secolo a.C.

## Il secondo regno di Scizia
Lo sviluppo sociale degli Sciti tra la fine del V e l'inizio del IV secolo a.C. coinvolse la parte privilegiata nel commercio con i Greci. Gli sforzi per controllare questa tratta commerciale ebbero alcune importanti conseguenze: una politica estera aggressiva, un'intensificazione dello sfruttamento delle popolazioni dipendenti, una progressiva stratificazione tra i nomadi dominatori. Il commercio con i Greci, inoltre, stimolò un processo di sedentarizzazione. La vicinanza delle città-Stato greche sulla costa del Mar Nero (Olbia Pontica, Stretto di Kerč, Cherson, Sindica, Tana) erano un potente incentivo alla schiavitù nella società scita, ma solo in una direzione: la vendita di schiavi ai Greci, invece del loro uso nell'economia. Il commercio, quindi, divenne uno stimolo alla cattura di schiavi come bottino di guerra nel corso delle numerose guerre.

### La Scizia tra la fine del V al III secolo a.C.
Lo Stato scita raggiunse la sua massima estensione nel IV secolo a.C. durante il regno di Atea. Isocrate credeva che gli Sciti, e anche i Traci e i Persiani, fossero "i più abili a governare, e sono i popoli con la più grande forza". Nel IV secolo a.C., sotto re Atea, la struttura dello Stato basata sui basileus fu eliminata e l'esercizio del potere divenne più accentrato. Le fonti successive menzionano soltanto altri tre basileus. Strabone racconta (VII, 3, 18) che Ateus regnava sulla maggior parte delle tribù barbare del Ponto settentrionale.
Le fonti scritte raccontano che l'espansione dello Stato scita prima del IV secolo a.C. fu rivolta principalmente verso occidente. Sotto questo aspetto, Atea continuò la politica dei suoi predecessori nel V secolo a.C. Durante l'espansione verso occidente, Atea combatté i Triballi. Una parte dei Traci fu soggiogata e sottoposta a pesanti tributi. Durante i 90 anni di vita di Atea, gli Sciti si stabilirono saldamente in Tracia e divennero un importante elemento dei giochi politici nei Balcani. Allo stesso tempo, la popolazione scita (nomade e contadina) crebbe lungo il Nistro. Una guerra contro il regno del Bosforo Cimmerio fece crescere la pressione scita sulle città greche lungo il litorale del Ponto settentrionale.
I reperti rinvenuti nel sito vicino a Kam"janka-Dniprovs'ka, presumibilmente la capitale durante il regno di Atea, mostrano come i lavoratori del metallo fossero membri importanti della società, nonostante fossero caricati di importanti obblighi. La metallurgia era la più avanzata e la sola attività artigianale specializzata tra gli Sciti. Dalle storie di Polieno, si deduce che in Scizia nel IV secolo a.C. era presente uno strato di popolazione dipendente, composta da Sciti nomadi impoveriti e agricoltori indigeni delle tribù locali, sfavoriti socialmente, sfruttati, che non partecipavano alle guerre ma erano utilizzati nel lavoro servile in agricoltura e nell'allevamento del bestiame.
Il 339 a.C. rappresenta l'anno di massimo splendore del secondo regno di Scizia e l'inizio del suo declino. La guerra con Filippo II di Macedonia si concluse con la vittoria del padre di Alessandro Magno, il sovrano scita Atea cadde facilmente in battaglia essendo ormai novantenne. Molti kurgan (Chertomlyk, Kul-Oba, Aleksandropol, Krasnokut) sono stati datati come successivi al regno di Atea, evidenziando un mantenimento delle tradizioni passate.
Il secondo regno di Scizia cadde nella seconda metà del terzo secolo a.C. a causa delle invasioni di Celti e Traci ad Occidente e dei Sarmati ad Oriente. Grazie alle loro forze superiori, i Sarmati devastarono gran parte della Scizia, trasformando così gran parte della regione in deserto.

## Nelle altre culture
Il poeta latino Publio Virgilio Marone cantò della Scizia in un brano del terzo libro delle Georgiche.

## Gli eredi degli Sciti
Nel basso Medioevo le invasioni mongole portarono all'estinzione dei gruppi linguistici iranici ancora presenti: Sogdiani, Battriani e Corasmi. Tuttavia al giorno d'oggi nel Caucaso è rimasta una piccola regione dove si parla una lingua derivata dal ceppo scitico, l'Ossezia. Anche i russi e gli altri slavi si considerano discendenti degli sciti.